# 塞雷尔人
塞雷尔人（法語：Sérères），西非民族，依人口计算是塞内加尔的第三大民族，占塞内加尔人口的15%。在冈比亚北部和毛里塔尼亚南部也有分布。
塞雷尔人的祖先来自塞内加尔和毛里塔尼亚边界的塞内加尔河河谷地区，在11世纪至12世纪南迁，15世纪至16世纪因战乱和宗教压力再度南迁。传统上从事定居农业，精于农耕和移牧式畜牧。
塞雷尔人在历史上长期实行母系制度，抗拒伊斯兰教传播，在19世纪起先后和西非的伊斯兰教圣战者和法国殖民者对抗。然而到20世纪，绝大部分塞雷尔人都皈依伊斯兰教，以苏菲派为主。和塞内加尔的其他民族相似，塞雷尔人的社会也存在着基于氏族内婚和奴隶制度的阶级分野。

## 名人
- 利奥波德·塞达尔·桑戈尔，塞内加尔首任总统
- 阿卜杜·迪乌夫，塞内加尔第二任总统，法语圈国际组织第二任秘书长
- 马默·比莱姆·迪乌夫，塞内加尔足球运动员